# 블랙베리 (스마트폰)

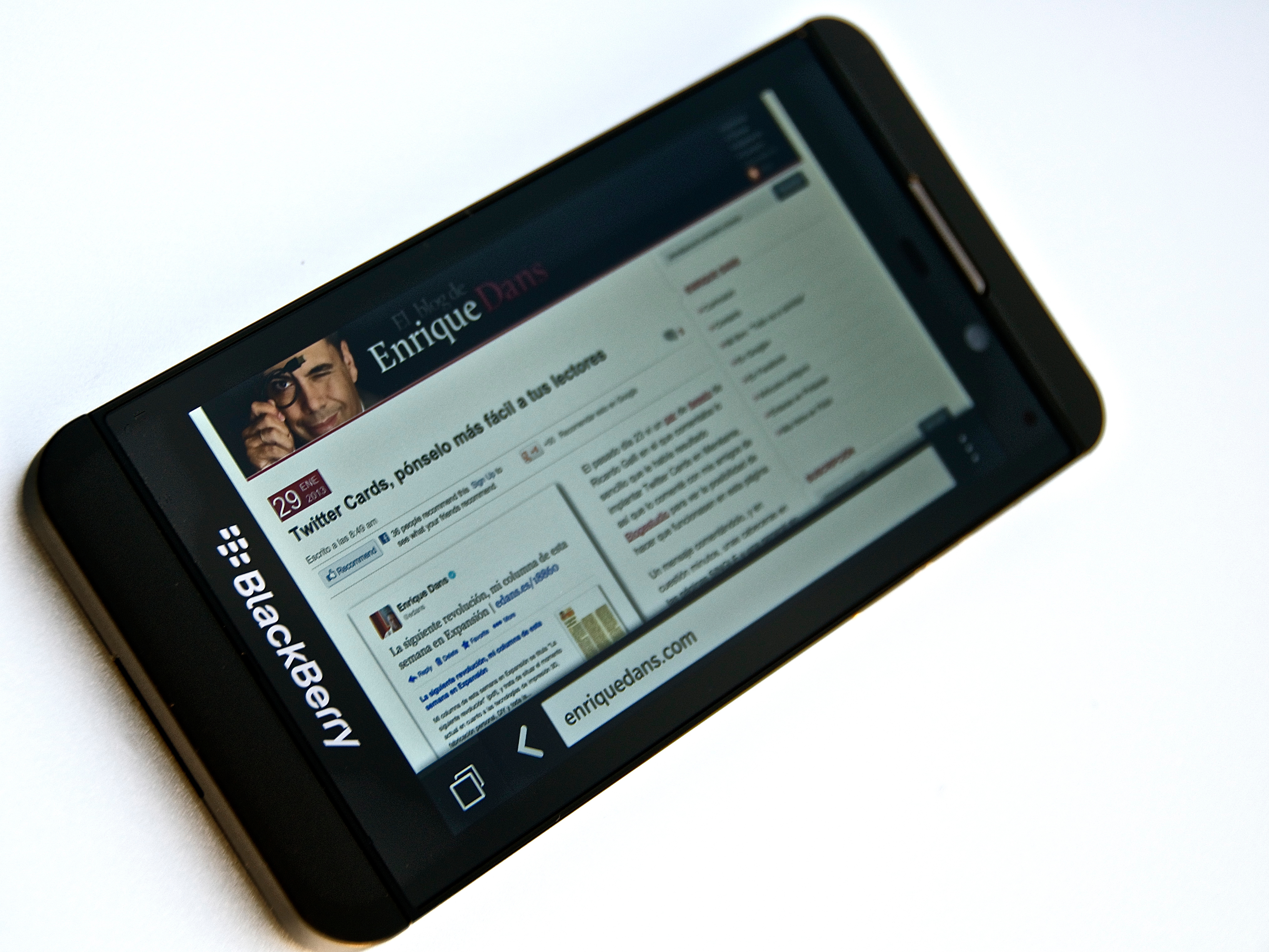
BlackBerry z10 모델

블랙베리(영어:  BlackBerry)는 2002년에 캐나다의 블랙베리가 개발한 스마트폰이다. 미국과 유럽의 비즈니스맨을 중심으로 널리 사용되고 있으며, 세계적으로 130개국 이상 1,900만명 이상이 사용하고 있다.

## 역사
RIM의 발표에 의하면, 2008년 9월 25일 기준 블랙베리로 서비스에 가입한 사용자는 1900만명에 이르렀다고 한다.
2011년 닐슨의 조사에 따르면 iOS와 안드로이드폰 점유율의 강세로 블랙베리의 점유율은 계속 하락하고 있으며, 이로 인해서 인원을 대량으로 감축했다.
실적과 점유율이 내려가자 이에 따라서 주가도 폭락해버렸다. 2013년 2월 기준으로 블랙베리의 전 세계시장 점유율은 1.1%다.
대한민국 시장에서 고전하던 블랙베리는 결국 대한민국 시장에서 철수하기로 결정했다.

## 기능
'블랙베리'라는 이름의 휴대용 무선 기기로는 1999년에 공개된 양방향 무선 호출기이나, 2002년부터 발매된 스마트폰 '블랙베리'가 현재 널리 알려져 있다. 이 기기에는 푸시형 전자 메일, 휴대 전화, 텍스트 메시징, 인터넷 팩스, 웹 브라우저 기능을 비롯한 몇가지 무선 정보 서비스가 탑재되어 있었다. 특히, 블랙베리를 이용하여 휴대전화 서비스 업체가 제공하는 무선 네트워크 환경에 접속하면 전자 메일을 주고받는 것이 가능하다.
블랙베리의 전자메일 서비스는 블랙베리뿐만 아니라, 팜 트레오 등의 다른 기종에서도 제공되고 있다. 이를 위해 블랙베리 커넥트(BlackBerry Connect)가 제공되고 있다.
다른 PDA와 유사하게 주소록, 캘린더 서비스, 일정 목록 등을 갖추고 있으며, 휴대전화로서도 사용할 수 있지만 블랙베리의 큰 특징으로는 전자 메일 위주의 서비스에 적합하게, 손가락으로 누를 수 있는 쿼티(QWERTY) 컴퓨터 자판과 유사한 키보드 단추가 내장되어 있는 것을 들 수 있다. 기기의 가운데에 위치한 스크롤 볼로 시스템 메뉴 이동이 가능하며, 일부 기종에서는 푸시 투 토크 기능을 쓸 수 있다.
현재 발매되고 있는 블랙베리는 ARM 7 및 9 프로세서를 탑재하고 있으며, 예전 블랙베리 중 950 및 957 모델은 인텔 80386 CPU를 탑재한 바 있다. 최신형 GSM 블랙베리 모델(8100,8300,8700 시리즈)은 312MHz의 인텔의 PXA901 프로세서, 64MB의 플래시 메모리, 16MB의 SDRAM을 탑재하고 있다. CDMA 지원의 블랙베리 모델은 ARM 9를 내장한 Qualcomm MSM6x00 칩셋을 사용하고 있으며 9000 모델은 인텔의 XScale 624 MHz CPU를 탑재하고 있다. 그리고 가장 최신모델인 9900의 경우는 1.2 GHz QC8655 Processor CPU를 탑재하고 있으며 메모리 RAM 768MB, Storage 8GB 그리고 Bold 모델 중 처음으로 터치스크린을 지원한다.
법인대상 서비스인 블랙베리 엔터프라이즈 서비스(BlackBerry Enterprise Service, BES) 개인 및 중소기업 대상 서비스인 블랙베리 인터넷 서비스(BlackBerry Internet Service, BIS)가 블랙베리로 사용할 수 있는 서비스이다.

## 같이 보기
- 블랙베리 OS
- 리서치 인 모션